# Edwardsiella ignota
Edwardsiella ignota is een zeeanemonensoort uit de familie Edwardsiidae. De anemoon komt uit het geslacht Edwardsiella. Edwardsiella ignota werd in 1959 voor het eerst wetenschappelijk beschreven door Carlgren. 